# Afurcagobius suppositus
 Afurcagobius suppositus es una especie de pez de la familia de los Gobiidae en el orden de los Perciformes.

## Morfología
Los machos pueden llegar a alcanzar los 11 cm de longitud total.

## Depredadores
Es depredado por  Platycephalus Speculatores , Phalacrocorax melanoleucos , Phalacrocorax sulcirostris y  Phalacrocorax varices . 

## Hábitat
Es un pez de mar y de clima templado. 

## Distribución geográfica
Es un endemismo de Australia. 